# NGC 5329
NGC 5329 is een elliptisch sterrenstelsel in het sterrenbeeld Maagd. Het hemelobject werd op 30 april 1786 ontdekt door de Duits-Britse astronoom William Herschel.

## Synoniemen
- UGC 8771
- MCG 1-35-44
- ZWG 45.121
- NPM1G +02.0357
- PGC 49248